# Een astronaut op drift
Een astronaut op drift (Engelse titel: The Best of Mack Reynolds) is een sciencefictionverhalenbundel uit 1978 van de Amerikaanse schrijver Mack Reynolds.

## Korte verhalen
1. Een astronaut op drift (Spaceman on a Spree, 1963)
2. Verkocht (Down the River, 1950)
3. Antwoord, ruimtehaven (Come In, Spaceport, 1974)
4. Gewoontegetrouw (Fad, 1965)
5. Samengestelde interest (Compound Interest, 1956)
6. Zaken zijn zaken (The Business, As Usual, 1951)
7. Het avontuur van het buitenaardse wezen (The Adventure of the Extraterrestrial, 1965)
8. De albatros (The Albatros, 1966)
9. Een overlevende (Survivor, 1966)
10. Geen terugkeer mogelijk (No Return from Elba, 1953)
11. De utopist (Utopian, 1970)
12. Rampzucht (Prone, 1954)